# Nolfo da Montefeltro

Stemma della famiglia Da Montefeltro

Nolfo da Montefeltro, nato Sighinolfo (Urbino, 1295 – 1364), è stato un condottiero italiano.

## Biografia
Nolfo era figlio di Federico I da Montefeltro ed aveva assistito da fanciullo allo scempio di suo padre, dilaniato dal popolo. Tuttavia da questo stesso popolo, stanco delle vessazioni pontificie, fu proclamato trionfalmente signore nell'aprile del 1323.
Fu sua prima opera la vendetta contro tutti i nemici di suo padre, raccoltisi in Ferentino.
Giovanni, re di Boemia, lo nominò suo consigliere e familiare, nell'anno 1333.
Sventò una congiura orditagli da Speranza e lo mise al bando da Urbino.
Occupò Borgo San Sepolcro e la fortezza di San Leo (feudo storico dei Montefeltro), togliendole l'una ai Tarlati e l'altra ai Petrella.
Fu al servizio dei pisani, per conto dei quali occupò Lucca nel 1342, poi a quello del duca di Milano, Giovanni Visconti, nel 1351.
Prese per i perugini Bettona, che subito riperdette, e infine stabilì un trattato di pace col cardinale Egidio Albornoz. Gli andò male la presa di Casteldurante e fu cacciato dagli urbinati con i suoi figli.

## Discendenza
Fu sua sposa una certa Giovanna, non Margherita, figlia di Cante Gabrielli signore di Gubbio, da cui ebbe Federico II, suo successore.

## Ascendenza
|                           |   |                     | Genitori |  |  | Nonni |  |  | Bisnonni                        |  |  | Trisnonni                 |  |
|                           |   |                     |          |  |  |       |  |  | Montefeltrano II da Montefeltro |  |  | Bonconte I da Montefeltro |  |
|                           |   |                     |          |  |  |       |  |  | Montefeltrano II da Montefeltro |  |  | Bonconte I da Montefeltro |  |
|                           |   | …                   |          |  |  |       |  |  | Montefeltrano II da Montefeltro |  |  |                           |  |
| Guido I da Montefeltro    |   |                     |          |  |  |       |  |  | Montefeltrano II da Montefeltro |  |  |                           |  |
|                           |   | …                   | …        |  |  |       |  |  |                                 |  |  |                           |  |
|                           |   | …                   | …        |  |  |       |  |  |                                 |  |  |                           |  |
|                           |   | …                   | …        |  |  |       |  |  |                                 |  |  |                           |  |
| Federico I da Montefeltro |   | …                   |          |  |  |       |  |  |                                 |  |  |                           |  |
|                           |   | Guido di Ghiaggiolo | …        |  |  |       |  |  |                                 |  |  |                           |  |
|                           |   | Guido di Ghiaggiolo | …        |  |  |       |  |  |                                 |  |  |                           |  |
|                           |   | Guido di Ghiaggiolo | …        |  |  |       |  |  |                                 |  |  |                           |  |
| Manentessa di Ghiaggiolo  |   | Guido di Ghiaggiolo |          |  |  |       |  |  |                                 |  |  |                           |  |
|                           |   | …                   | …        |  |  |       |  |  |                                 |  |  |                           |  |
|                           |   | …                   | …        |  |  |       |  |  |                                 |  |  |                           |  |
|                           |   | …                   | …        |  |  |       |  |  |                                 |  |  |                           |  |
| Nolfo da Montefeltro      |   | …                   |          |  |  |       |  |  |                                 |  |  |                           |  |
|                           | … | …                   |          |  |  |       |  |  |                                 |  |  |                           |  |
|                           | … | …                   |          |  |  |       |  |  |                                 |  |  |                           |  |
|                           | … | …                   |          |  |  |       |  |  |                                 |  |  |                           |  |
| …                         | … |                     |          |  |  |       |  |  |                                 |  |  |                           |  |
|                           |   | …                   | …        |  |  |       |  |  |                                 |  |  |                           |  |
|                           |   | …                   | …        |  |  |       |  |  |                                 |  |  |                           |  |
|                           |   | …                   | …        |  |  |       |  |  |                                 |  |  |                           |  |
| …                         |   | …                   |          |  |  |       |  |  |                                 |  |  |                           |  |
|                           |   | …                   | …        |  |  |       |  |  |                                 |  |  |                           |  |
|                           |   | …                   | …        |  |  |       |  |  |                                 |  |  |                           |  |
|                           |   | …                   | …        |  |  |       |  |  |                                 |  |  |                           |  |
| …                         |   | …                   |          |  |  |       |  |  |                                 |  |  |                           |  |
|                           |   | …                   | …        |  |  |       |  |  |                                 |  |  |                           |  |
|                           |   | …                   | …        |  |  |       |  |  |                                 |  |  |                           |  |
|                           |   | …                   | …        |  |  |       |  |  |                                 |  |  |                           |  |
|                           |   | …                   |          |  |  |       |  |  |                                 |  |  |                           |  |